# Musikjahr 1858
Liste der Musikjahre

◄◄ | ◄ | 1854 | 1855 | 1856 | 1857 | Musikjahr 1858 | 1859 | 1860 | 1861 | 1862 | ► | ►►

Weitere Ereignisse
Dieser Artikel behandelt das Musikjahr 1858.

## Ereignisse
- 25. Januar: Der preußische Kronprinz Friedrich heiratet in der Kapelle des St. James’ Palace in London Victoria von Großbritannien und Irland, die Tochter der britischen Königin Victoria. Der bei der Hochzeit gespielte Hochzeitsmarsch aus Ein Sommernachtstraum von Felix Mendelssohn Bartholdy wird daraufhin bei Hochzeiten generell sehr populär.
- 30. Januar: Das Hallé-Orchester hat in seiner Heimatstadt Manchester den ersten Auftritt als Sinfonieorchester.
- 08. Mai: Die Wiener Singakademie wird als erste gemischte Chorvereinigung Wiens gegründet.
- 15. Mai: Mit der Oper Les Huguenots von Giacomo Meyerbeer wird die Royal Italian Opera im Londoner Covent Garden in ihrer heutigen Form eröffnet, nachdem sie am 5. März 1856 abgebrannt ist.
- Fromental Halévy beginnt mit der Arbeit an seiner letzten Oper Noé, die unvollendet bleiben wird.
- Hector Berlioz beginnt die Arbeit an seiner Oper Les Troyens. Die vollständige Fassung wird erst 1890 uraufgeführt werden.

### Instrumental- und Vokalmusik (Auswahl)

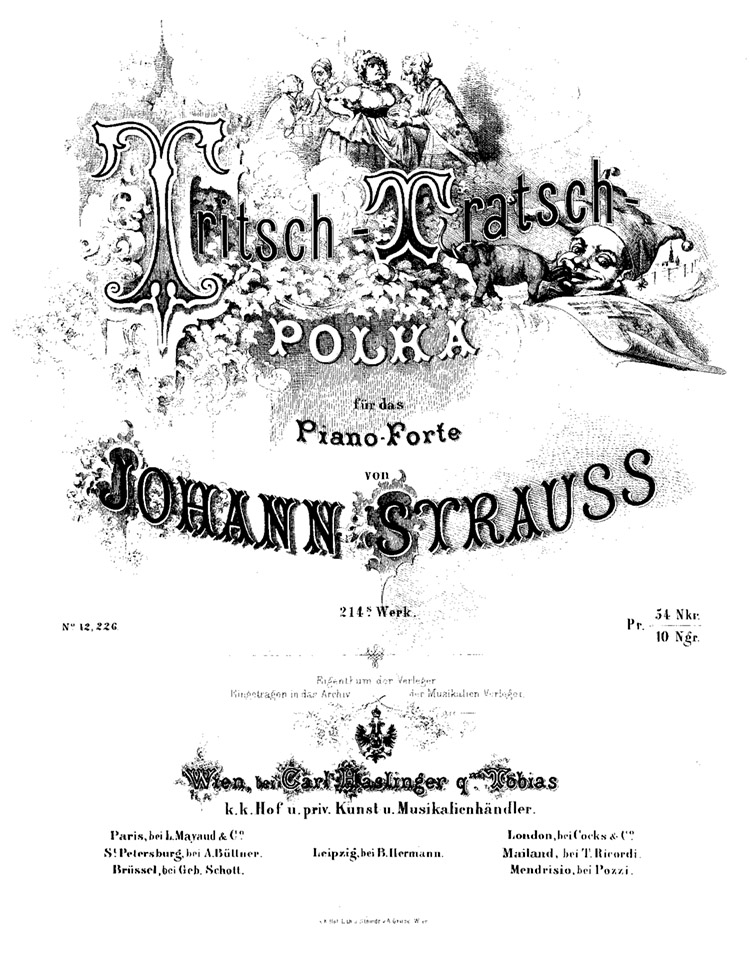
Die bei Carl Haslinger erschienenen Klaviernoten

- 24. November: Johann Strauss (Sohn) gibt mit seinem Bruder Josef ein Konzert im Großen Zeisig, einem Gasthaus am Spittelberg in Wien. Dabei hat unter anderem die Tritsch-Tratsch-Polka op. 214 mit großem Erfolg ihre Uraufführung. Die beim Verleger Carl Haslinger erschienenen Klaviernoten sind binnen weniger Stunden vergriffen. Der Komponist bringt im Jahr 1858 außerdem noch folgende Werke heraus: Vibrationen (Walzer) op. 204; Die Extravaganten (Walzer) op. 205; Cycloiden (Walzer) op. 207; Jux-Brüder (Walzer) op. 208; Spiralen (Walzer) op. 209; Abschied von St. Petersburg (Walzer) op. 210; Gedankenflug (Walzer) op. 215; L’Enfantillage-Polka op. 202; Hellenen-Polka op. 203; Concordia-Polka op. 206; Champagner-Polka op. 211; Bonbon-Polka op. 213; La Favorite-Polka op. 217; Fürst-Bariatinsky-Marsch op. 212 und die Künstler-Quadrille (1858) op. 201.

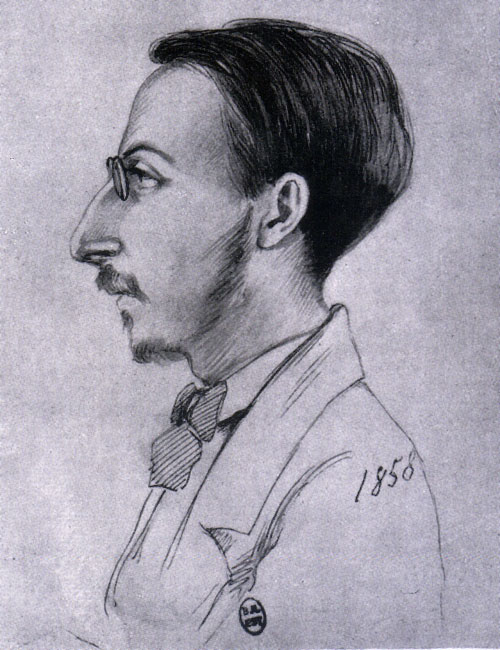
Saint-Saëns im Jahr 1858

- Das 1. Klavierkonzert von Camille Saint-Saëns hat mit Erfolg seine Uraufführung. Das Werk ist der Pianistin Marie Jaëll gewidmet.
- Franz Berwald komponiert das Duo für Violoncello (oder Violine) und Klavier B-Dur.
- Giuseppe Verdi stellt seine Kammermusik La preghiera del poeta der Öffentlichkeit vor.
- Niels Wilhelm Gade komponiert die Kantaten Baldurs drøm (Baldurs Traum) und Foraars Budskab (Frühlingsbotschaft).
- Richard Wagner vollendet den Liederzyklus Wesendonck-Lieder.

### Musiktheater und Oratorien (Auswahl)
- 01. Januar: Die Uraufführung der Oper Halka von Stanisław Moniuszko findet am Teatr Wielki in Warschau statt. Trotz massiver Kritik seitens der reaktionären Presse der russischen Besatzer ist die patriotische polnische Oper ein großer Erfolg.
- 14. Januar: In Köln wird Max Bruchs Oper Scherz, List und Rache auf das Libretto von Ludwig Bischoff uraufgeführt.
- 15. Januar: Uraufführung der Oper  Le médecin malgré lui von Charles Gounod im Théâtre-Lyrique, Paris. Das Werk basiert auf der Komödie Der Arzt wider Willen von Molière. Diesen Titel erhielt auch die deutsche Fassung der Oper.
- 17. Februar: Die Opéra-comique Monsieur de Chimpanzé von Aristide Hignard auf ein Libretto von Jules Verne hat ihre Uraufführung am Théâtre des Bouffes-Parisiens in Paris.
- 03. März: Uraufführung der Operette Mesdames de la Halle von Jacques Offenbach in Paris, Bouffes-Parisiens, Salle Choiseul. Das Libretto stammt von Armand Lapointe.
- 17. März: Uraufführung der Oper La magicienne von Fromental Halévy nach einem Libretto von Jules-Henri Vernoy de Saint-Georges an der Pariser Oper. Es ist die letzte Oper des Komponisten, die er vollendet hat.
- 19. April: Die Uraufführung der einaktigen Operette La chatte métamorphosée en femme (Die verwandelte Katze) von Jacques Offenbach mit dem Libretto von Eugène Scribe erfolgt am Théâtre des Bouffes-Parisiens in Paris.
- 24. September: Die Uraufführung der Oper Flis (Der Flößer) von Stanisław Moniuszko findet in Warschau statt.
- 21. Oktober: Am Théâtre des Bouffes-Parisiens in Paris erfolgt die Uraufführung der Operette Orpheus in der Unterwelt von Jacques Offenbach. Offenbachs erstes abendfüllendes Werk auf ein Libretto von Hector Crémieux wird ein sensationeller Erfolg.

- 15. Dezember: Bei der Uraufführung der komischen Oper Der Barbier von Bagdad von Peter Cornelius am Weimarer Hoftheater mit Rosa von Milde und Hans Feodor von Milde in den Hauptrollen kommt es zu einem Theaterskandal, als Gegner des am Dirigentenpult stehenden Franz Liszt und der von ihm repräsentierten Neudeutschen Schule die Aufführung stören. Nach diesem Eklat legt Liszt seine Posten als Operndirektor und Hofkapellmeister nieder und die Oper wird abgesetzt. Cornelius nimmt den Misserfolg zum Anlass, Weimar zu verlassen. Die Oper wird zu seinen Lebzeiten nicht erneut zur Aufführung gebracht.
- 19. Dezember: Uraufführung des Ballett-Einakters Blumenfest in Genzano von August Bournonville in Kopenhagen. Die Musik komponierten Edvard Helsted und Holger Simon Paulli.
- 20. Dezember: Die romantische Oper in vier Akten Satanella von Michael William Balfe wird im Royal Opera House Covent Garden uraufgeführt.
- 25. Dezember: Das Weihnachtsoratorium Oratorio de Noël, das Camille Saint-Saëns nach nur 12-tägiger Arbeit am 15. Dezember vollendet hat, erlebt seine Uraufführung in der Kirche La Madeleine in Paris mit dem Komponisten an der Orgel.
- 28. Dezember: Die Uraufführung der Oper Satanella or the Power of Love von Michael William Balfe erfolgt am Covent Garden in London.

Weitere Bühnenwerksuraufführungen
- Giovanni Pacini s Oper Il saltimbanco, wird im Teatro Argentina in Rom uraufgeführt.
- Die Oper Les Désespérés von François Bazin hat ebenfalls im Jahr 1858 ihre Premiere.
- In Schwerin kommt das Ballett Die Gruppe der Thetis von Friedrich von Flotow zur Uraufführung.
- Emilio Arrieta komponiert die Zarzuelas El planeta Venus, (3 Akte mit einem Libretto Ventura de la Vega) und Azón Visconti (ebenfalls in 3 Akten mit einem Libretto von Antonio García Gutiérrez).
- In Mailand führt Giovanni Bottesini seine vieraktige Oper Il Diavolo della Notte erstmals auf. Das Libretto stammt von Luigi Scalchi.

## Geboren

### Januar bis Juni
- 03. Januar: Richard Franck, deutscher Komponist und Pianist († 1938)
- 03. Januar: Léon Ringuet, kanadischer Organist, Dirigent und Komponist († 1932)
- 11. Februar: Désiré Thomassin, österreichischer Maler und Komponist († 1933)
- 19. Februar: Tobias Matthay, englischer Musikpädagoge, Pianist und Komponist († 1945)
- 14. März: Arturo Berutti, argentinischer Komponist († 1938)
- 25. März: Juliette Graves Adams, US-amerikanische Pianistin und Musikpädagogin († 1951)
- 08. April: Hermann Klose, deutscher Organist und Musikdirektor († 1940)

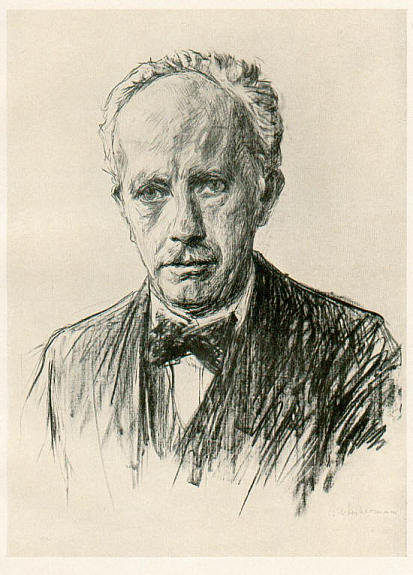
Siegfried Ochs; * 19. April

- 19. April: Siegfried Ochs, deutscher Chorleiter und Komponist († 1929)
- 20. April: Auguste Chapuis, französischer Komponist, Organist und Musikpädagoge († 1933)
- 22. April: Paul Dresser, US-amerikanischer Sänger, Songwriter, Entertainer und Musikverleger († 1906)
- 23. April: Ethel Smyth, englische Komponistin, Dirigentin, Schriftstellerin und Frauenrechtlerin († 1944)
- 27. April: Hilda Sehested, dänische Pianistin und Komponistin († 1936)
- 04. Mai: Heinrich Simon, deutscher Musikwissenschaftler, Bibliothekar und Musikschriftsteller († 1930)
- 11. Mai: Karl Kapeller, österreichischer Theaterkapellmeister und Komponist († 1918)
- 18. Mai: John Storer, britischer Organist und Komponist († 1931)
- 22. Mai: Emmy Köhler, schwedische Schriftstellerin, Komponistin und Lehrerin († 1925)
- 22. Mai: Jurij Pilk, sorbischer Komponist († 1926)
- 06. Juni: Bruno Oskar Klein, US-amerikanischer Organist, Pianist und Musikpädagoge deutscher Herkunft († 1911)
- 08. Juni: Harry Rowe Shelley, US-amerikanischer Organist, Komponist und Musikpädagoge († 1947)
- 30. Juni: Robert Browne Hall, US-amerikanischer Komponist und Dirigent († 1907)

### Juli bis Dezember
- 15. Juli: Gottfried Hendrik Mann, niederländischer Komponist, Dirigent und Pianist († 1904)
- 16. Juli: Eugène Ysaÿe, belgischer Violinist und Komponist († 1931)
- 01. August: Hans Rott, österreichischer Komponist und Organist († 1884)
- 04. August: Josef Armin, österreichischer Komiker, Coupletsänger und Bühnenautor († 1925)
- 12. August: Heinrich vom Ende, deutscher Musikverleger († 1904)
- 15. August: Emma Calvé, französische Opernsängerin († 6. Januar 1942)
- 18. August: Johanna Richter, deutsche Opernsängerin und Gesangslehrerin († 1943)
- 00. August: Guy d’Hardelot, französische Sängerin und Gesangslehrerin († 1936)
- 01. September: Theodor Müller-Reuter, deutscher Dirigent und Komponist († 1919)
- 15. September: Jenő Hubay, ungarischer Komponist und Violinvirtuose († 1937)
- 15. Oktober: Frank Van der Stucken, US-amerikanischer Komponist und Dirigent († 1929)

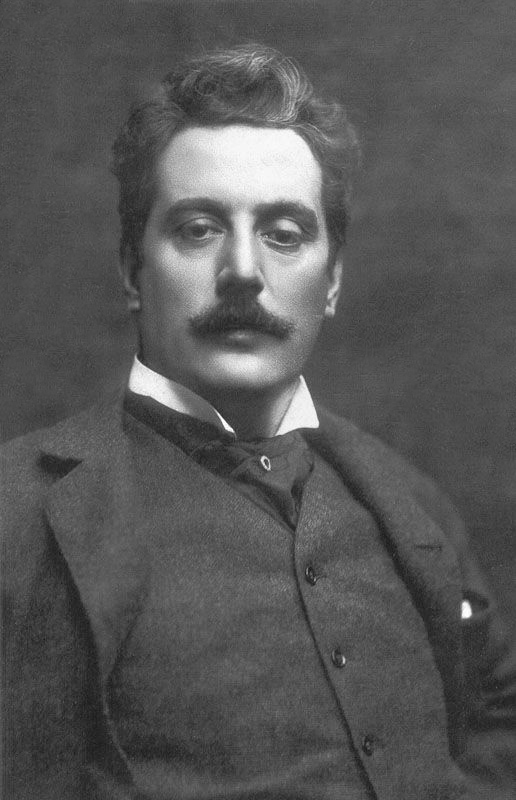
Giacomo Puccini; * 22. Dezember

- 23. Oktober: Marie-Joseph Erb, französischer Organist, Komponist und Musikpädagoge († 1944)
- 31. Oktober: Wilhelm Widmann, deutscher Kirchenmusiker und Domkapellmeister († 1939)
- 02. November: Wilhelm Grüning, deutscher Opernsänger († 1942)
- 12. November: Alexis Contant, kanadischer Komponist, Organist und Musikpädagoge († 1918)
- 19. November: Gina Oselio, norwegische Opernsängerin († 1937)
- 14. Dezember: Marie Antoinette von Markovics, deutsche Schauspielerin, Sängerin und Schriftstellerin († im 20. Jahrhundert)
- 17. Dezember: Franz Neidl, österreichischer Sänger († 1926)
- 22. Dezember: Giacomo Puccini, italienischer Komponist († 1924)

### Genaues Geburtsdatum unbekannt
- Antoni Noguera i Balaguer, mallorquinisch-spanischer Komponist, Pianist und Musikwissenschaftler († 1904)
- Alfred De Sève, kanadischer Violinist, Musikpädagoge und Komponist († 1927)
- Martha von Wittich, deutsche Komponistin († 1931)

## Gestorben
- 18. Januar: Thérèse Demar, deutsch-französische Harfenistin, Sängerin, Komponistin und Verlegerin (* 1786)
- 23. Januar: Luigi Lablache, italienischer Opernsänger (Bass) (* 1794)
- 05. Februar: Alexander Dmitrijewitsch Ulybyschew, russischer Literat und Musikkritiker (* 1794)
- 08. März: William Ayrton, englischer Musikkritiker und Operndirigent (* 1777)
- 30. März: Johannes Evangelista Goßner, deutscher Autor, Pfarrer, Kirchenlieddichter und Missionar (* 1773)

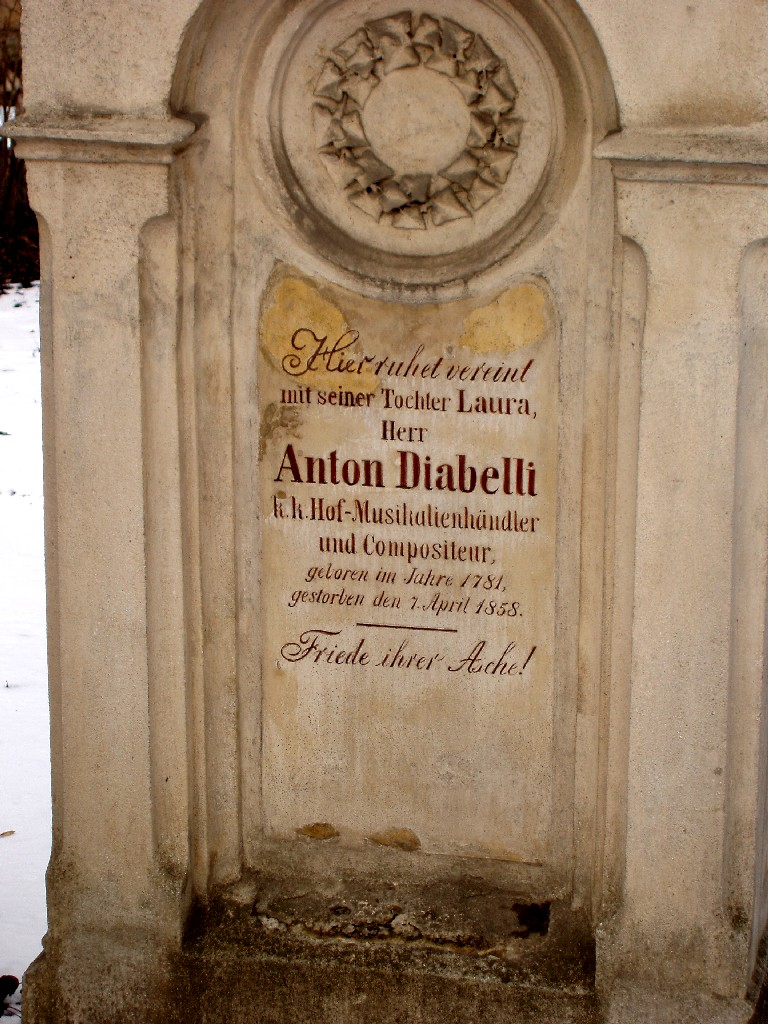
Grabstein Anton Diabellis auf dem Sankt Marxer Friedhof in Wien

- 08. April: Anton Diabelli, österreichischer Komponist (* 1781)
- 11. April: Bernard Sarrette, französischer Dirigent und Musikpädagoge (* 1765)
- 16. April: Johann Baptist Cramer, Pianist und Komponist (* 1771)
- 03. Juni: Julius Reubke, deutschstämmiger britischer Komponist (* 1834)
- 12. Juni: Karel František Pič, böhmischer Organist und Komponist (* 1786)
- 07. August: Charles Galibert, französischer Komponist (* 1826)
- 18. August: Barbu Lăutaru, rumänischer Sänger und Cobza-Spieler (* 1780)
- 11. September: Alexander Lwowitsch Guriljow, russischer Komponist (* 1803)
- 26. September: Ludwig Heydenreich, deutscher evangelischer Theologe und Kirchenlieddichter (* 1773)
- 00. September: Henry Wellington Greatorex, englisch-amerikanischer Organist und Komponist (* 1816)
- 18. Oktober: Wilhelm Lang, deutscher Orgelbauer (* 1794)
- 29. Oktober: Sophie Trietsch, deutsche Opernsängerin (Sopran/Koloratursopran) (* 1831)
- 15. November: Johanna Kinkel, deutsche Komponistin und Schriftstellerin (* 1810)